# Meleoma adamsi
Meleoma adamsi is een insect uit de familie van de gaasvliegen (Chrysopidae), die tot de orde netvleugeligen (Neuroptera) behoort. 
Meleoma adamsi is voor het eerst wetenschappelijk beschreven door Tauber in 1969.